# تاسوس تسوكانيس
تاسوس تسوكانيس (باليونانية: Τάσος Τσοκάνης)‏ (2 مايو 1991 بخالكيذا في اليونان - ) هو لاعب كرة قدم يوناني في مركز الوسط. لعب مع نادي أبولون سميرني ونادي أستيراس تريبوليس وPAE Kerkyra ‏ وIraklis Psachna F.C. ‏.

## وصلات خارجية
- تاسوس تسوكانيس على موقع قاعدة بيانات كرة القدم.إي يو (الإنجليزية)
- تاسوس تسوكانيس على موقع Soccerway.com (الإنجليزية)
- تاسوس تسوكانيس على موقع AS.com (الإسبانية)